# Norrköpings glada änka eller Grefve Danilo o. Hanna Glavari i föryngrad upplaga
Norrköpings glada änka eller Grefve Danilo o. Hanna Glavari i föryngrad upplaga je švédský němý film z roku 1907. Producentem je Erik Montgomery (1885–1966). Film měl premiéru 28. října 1907 v kině London v Norrköpingu. Stockholmská premiéra se konala 6. února 1908 v Söderově kině.

## Děj
Film zobrazuje jedno z tanečních čísel divadelní hry Glada änkan i andra giftet od Haralda Leipzigera.